# 엄지인
엄지인(嚴知仁, 1984년 2월 14일~ )은 KBS의 아나운서이다. 여배우 명세빈과 닮은 외모로 엄지공주라는 별명이 있다. 

## 학력
- 1996년 초림초등학교 졸업
- 1999년 내정중학교 졸업
- 2002년 분당고등학교 졸업
- 2007년 연세대학교 식품영양학과 졸업

## 경력
- 2007년 KBS 33기 공채 아나운서(KBS창원방송총국 지역근무)
- 2010년 보건복지부 심장살리기 홍보대사
- 2011년 건전한 인터넷 가정환경 만들기 캠페인 홍보대사
- 2013년 LX 대한지적공사 홍보대사
- 2013년 경기도 평생교육나눔 홍보대사
- 2014년 여신금융협회 공동 공익캠페인 홍보대사
- 2016년 LX 한국국토정보공사 홍보대사
- KBS 아나운서실 스포츠 팀장

## TV 방송
| 연도      | 방송채널 | 제목                                             | 담당               | 진행 기간                              | 비고 |
| --------- | -------- | ------------------------------------------------ | ------------------ | -------------------------------------- | --- |
| 2007      | KBS창원2 | KBS 네트워크 (창원)                              | 진행               |                                        | 창원총국 지역근무 진행 당시                                                                              |
| 2008      | KBS1     | 남북의 창                                        | 앵커               | 2008년 7월 21일 ~ 2008년 11월 10일     | 2명 이상 남자 및 여자 진행                                                                               |
| 2008~2009 | KBS1     | 남북의 창                                        | 앵커               | 2008년 11월 22일 ~ 2009년 4월 18일     | 여자mc 단독진행                                                                                          |
| 2016      | KBS1     | 남북의 창                                        | 앵커               | 2016년 4월 30일 ~ 2016년 7월 30일      | 재진행                                                                                                   |
| 2008      | KBS1     | KBS 뉴스 5                                       | 임시앵커           | 2008년 7월 28일 ~ 2008년 8월 1일       | |
| 2008~2009 | KBS1     | KBS 뉴스 5                                       | 앵커               | 2008년 10월 6일 ~ 2009년 4월 17일      | |
| 2008~2009 | KBS2     | KBS 일요뉴스타임                                 | 패널               |                                        | |
| 2009~2014 | KBS1     | KBS 스포츠 9                                     | 진행               | 2009년 4월 20일 ~ 2014년 2월 28일      | |
| 2008      | KBS2     | 1 대 100                                         | 참가자             | 2008년 12월 9일, 82회                  | 아나운서그룹(여자) 전체 100명 중 1명 도전자                                                              |
| 2010      | KBS2     | 스타! 골든벨(舊,시즌 1                           | 참가자             | 2010년 3월 20일                        | 279회<'스' 라인> 도전석                                                                                  |
| 2009      | KBS1     | 아침마당                                         | 출연               | 2009년 4월 28일                        | <화요초대석> 1부-아나운서들이 간다!                                                                      |
| 2016      | KBS1     | 아침마당                                         | 진행               | 2016년 7월 1일~2016년 12월 9일         | 7638회 ~ 7752회                                                                                          |
| 2023~     | KBS1     | 아침마당                                         | 진행               | 2023년 5월 1일~재진행중                | 9382회 ~ 월 ~ 목요일 재진행시 이름 2회 연속 부르지 못함                                                  |
| 2023~     | KBS1     | 아침마당                                         | 안내자             | 2023년 5월 1일~재진행중                | 상품소개                                                                                                 |
| 2023      | KBS1     | 아침마당                                         | 2인 1조 참가자     | 10월 12일                              | 9499회 행복한 금요일 쌍쌍파티 - 방송분 김승휘 아나운서와 이룸                                            |
| 2023      | KBS1     | 아침마당                                         | 임시진행           | 12월 8일 12월 15일                     | 9539회 · 9544회 행복한 금요일 쌍쌍파티                                                                   |
| 2024      | KBS1     | 아침마당                                         | 임시진행           | 2월 2일                                | 9579회 행복한 금요일 쌍쌍파티                                                                            |
| 2024      | KBS1     | 아침마당                                         | 임시진행           | 9월 13일                               | 9739회 행복한 금요일 쌍쌍파티                                                                            |
| 2024      | KBS1     | 아침마당                                         | 1월 10일, 1월 17일 | 9818회 · 9822회 행복한 금요일 쌍쌍파티 | |
| 2009      | KBS1     | 역사스페셜                                       |                    |                                        | |
| 2010      | KBS2     | 미녀들의 수다                                    | 진행               |                                        | |
| 2010      | KBS2     | 다큐멘터리 3일                                   | 출연               | 164회                                  | 《세상을 여는 목소리 - KBS 아나운서 3일》                                                                |
| 2011      | KBS2     | 두근두근 달콤                                    | 특별출연           |                                        | |
| 2011      | KBS1     | 토요일 가족이 부른다                             | 참가자             |                                        | |
| 2010~2015 | KBS1     | 우리말 겨루기                                    | 첫진행             | 2010년 5월 10일 ~ 2015년 3월 29일      | |
| 2015~2022 | KBS1     | 우리말 겨루기                                    | 재진행             | 2015년 9월 7일 ~ 2022년 3월 7일        | |
| 2010      | KBS2     | 출발 드림팀 시즌2                                | 참가자             | 5월 16일 - 29회                        | |
| 2016      | KBS2     | 출발 드림팀 시즌2                                | 참가자             | 3월 6일                                | |
| 2011~2012 | KBS2     | 체험 삶의 현장                                   | 진행               |                                        | |
| 2011      | KBS1     | TV쇼 진품명품                                    | 출연               | 2011년 11월 6일<826회>                 | (쇼감정단)                                                                                               |
| 2012      | KBS1     | TV쇼 진품명품                                    | 출연               | 2월 5일                                | <838회>(획득4회)                                                                                         |
| 2024      | KBS1     | TV쇼 진품명품                                    | 출연               | 3월 3일                                | <1414회>(쇼감정단)                                                                                       |
| 2012~2013 | KBS1     | 소비자 고발                                      | 진행               | 2012년 11월 23일 ~ 2013년 4월 5일      | |
| 2013~2015 | KBS1     | 똑똑한 소비자 리포트                             | 진행               | 2013년 4월 12일 ~ 2015년 3월 6일       | |
| 2013      | KBS1     | 전국노래자랑                                     | 특별진행           | 6월 30일                               | 상반기 결선                                                                                              |
| 2013      | KBS1     | 전국노래자랑                                     | 특별진행           | 12월 29일                              | 연말 결선                                                                                                |
| 2015~2016 | KBS1     | KBS 뉴스 9                                       | 진행               | 2015년 10월 3일~2016년 4월 24일        | 주말 |
| 2016      | KBS2     | 여유만만                                         | 임시진행           | 2016년 3월 7일~3월 11일                | |
| 2017      | KBS1     | UHD 문화기행 낭만 오디세이                       | 내레이션           |                                        | [ 18 ]                                                                                                   |
| 2017      | KBS1     | 안전 대한민국 제로의 약속                        | 진행               | 2017년 6월 4일 ~ 12월 3일              | |
| 2017      | KBS2     | KBS 글로벌 24                                    | 임시진행           | 8월 28일 ~ 9월 1일                     | |
| 2017      | KBS2     | 아버지가 이상해                                  | 특별출연           |                                        | |
| 2018~2020 | KBS1     | 생로병사의 비밀                                  | 첫진행             | 2018년 6월 6일 ~ 2020년 6월 24일       | 650회 《늙지 않는 뇌의 비밀》 ~ 736회《내 몸의 이상 신호 부종》                                          |
| 2024~     | KBS1     | 생로병사의 비밀                                  | 재진행 겸 내레이션 | 2024년 3월 13일~재진행중               | 901회《최고의 다이어트를 찾아서》 ~                                                                      |
| 2018      | KBS1     | KBS 스페셜                                       | 내레이션           |                                        | 주문을 잊은 음식점                                                                                       |
| 2019      | KBS2     | KBS 아침뉴스타임                                 | 임시진행           | 8월 26일 ~ 8월 30일                    | |
| 2020      | KBS1     | KBS 뉴스 7                                       | 임시진행           | 4월 28일 ~ 5월 1일                     | |
| 2020      | KBS1     | KBS 뉴스 7                                       | 임시진행           | 5월 5일 ~ 5월 8일                      | |
| 2020      | KBS2     | 굿모닝 대한민국 라이브                           | 진행               | 7월 6일 ~ 11월 26일                    | 월~목 |
| 2021      | KBS2     | KBS 3시 뉴스타임                                 | 임시진행           | 8월 11일 ~ 8월 12일                    | |
| 2021      | KBS1     | KBS 뉴스광장                                     | 임시진행           | 10월 6일                               | |
| 2023      | KBS1     | 특파원 보고 세계는 지금                          | 임시진행취소       | 2023년 7월 29일                        | 320회<인도 유혈 충돌로 160여 명 사망 / 우크라이나 오데사 공습, 식량 위기 촉발하나>(임시 여자mc 진행취소) |
| 2024      | KBS1     | 전국노래자랑                                     | 출연               | 2024년 3월 3일                         | 공사창립기획                                                                                             |
| 2024      | KBS1     | 저출생 위기대응 특별 생방송 - 1부 아이 없는 사회 | 공동MC             | 2024년 7월 11일                        | 저출산 위기대응 특별 생중계 1부                                                                          |
| 2024      | KBS2     | 사장님 귀는 당나귀 귀                            | 출연               | 2024년 7월 14일 ~                      | |
| 2021      | KBS1     | KBS 뉴스 2                                       | 임시진행           | 2021년 6월 18일                        | [ 22 ]                                                                                                   |
| 2023      | KBS1     | 6시 내고향                                       | 진행취소           | 1월 2일                                | 7682회(신년특집) 새 여자MC 진행취소                                                                      |
| 2025      | KBS1     | 6시 내고향                                       | 진행취소           | 2025년 4월 1일                         | 8251회 새 여자MC 진행취소                                                                                |
| 2024      | KBS1     | 이슈 픽 쌤과 함께                                | 진행취소           | 2024년 9월 1일                         | 새 여자mc 진행취소                                                                                       |
| 2024      | KBS1     | 특파원 보고 세계는 지금                          | 임시진행취소       | 9월 7일                                | 372회(추석특집) 임시 여자MC 진행취소                                                                     |
| 2025      | KBS창원1 | KBS 이수인 동요축제 둥글게 둥글게                | 특별진행           | 2025년 3월 3일                         | 공사창립 동요 특집                                                                                       |
| 2025      | KBS1     | 6시 내고향                                       | 임시 패널 취소     | 2025년 5월 9일                         | 8278회 [60초를 잡아라] <정읍샘고을시장(전북 정읍시) 편> 임시 여자 아나운서 패널 출연취소                 |
| 2025      | KBS1     | 2TV 생생정보                                     |                    | 2025년 5월 15일                        | [ 30 ]                                                                                                   |

## 라디오 방송
| 연도      | 방송사       | 제목            | 담당        | 비고 |
| --------- | ------------ | --------------- | ----------- | ---- |
| 2018      | KBS 쿨FM     | 옥탑방 라디오   | 마지막 진행 |      |
| 2019~2022 | KBS 클래식FM | 새아침의 클래식 |             |      |

## 저서
- 엄마 마음 사전(내 아이에게 사랑을 전하는 100가지 예쁜 말) 출판사:물 주는 아이 2017.06.21
- 안녕? 나의 한글 맞춤법 출판사: 다락원  2017.10.13

## 수상 목록
- 2024년 KBS 연예대상 베스트 아이콘상 (사장님 귀는 당나귀 귀)